# Dharma Tanjung
Dharma Tanjung is een bestuurslaag in het regentschap Sampang van de provincie Oost-Java, Indonesië. Dharma Tanjung telt 7320 inwoners (volkstelling 2010).